# Citrato

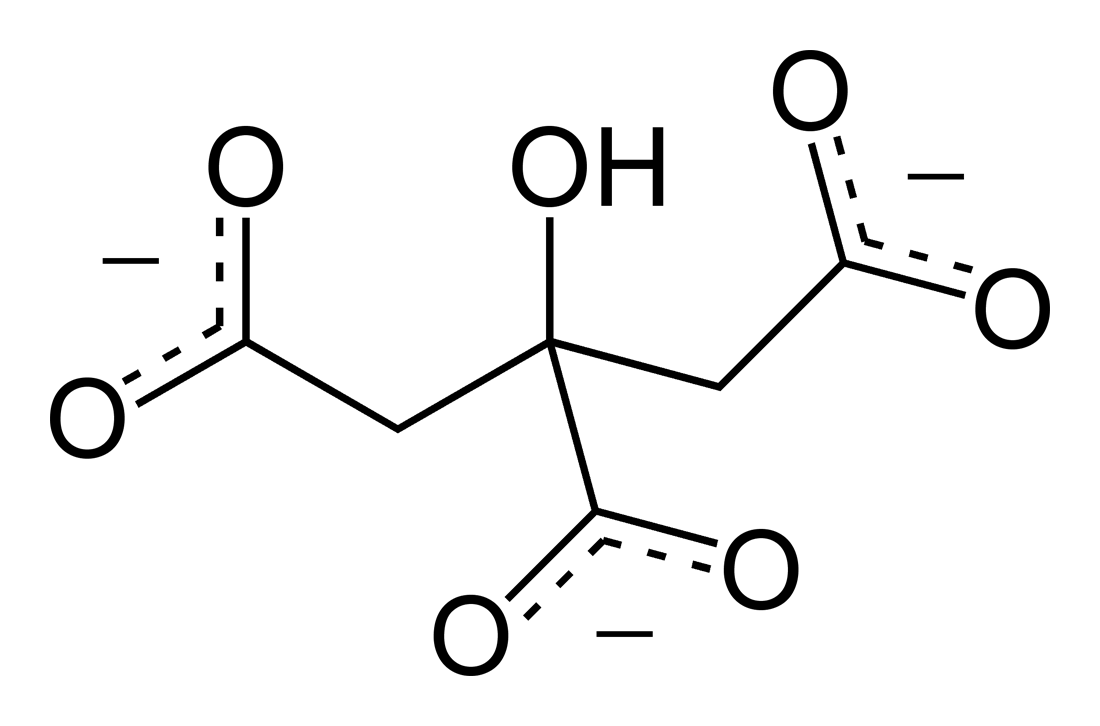
El anión citrato.

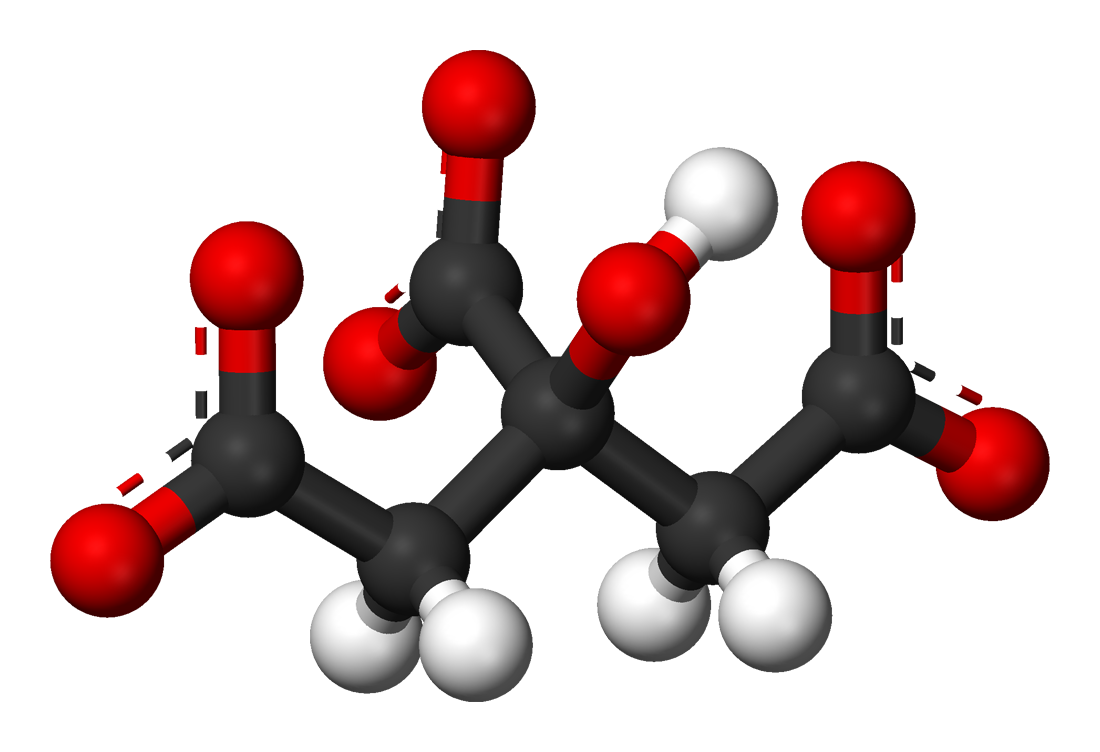
El mismo anión.

Los citratos son las sales del ácido cítrico, y son buenos reguladores de acidez. A continuación se incluye una lista de los principales; puede encontrar una lista completa en la categoría «Citratos».
- Forma ionizada del ácido cítrico.
- Citrato de aluminio.
- Citrato de calcio o Sal amarga, utilizada en la preservación y condimentación de alimentos.
- Citrato de potasio, utilizado como solución buffer para regular el pH.
- Citrato de sildenafil, es el nombre del producto Viagra®, entre otros.
- Citrato de sodio, utilizado como solución buffer para regular el pH, y para evitar la coagulación de la sangre.
- Citrato de cobre

- Datos: Q1146640
- Multimedia: Citrates / Q1146640